# Monier May et C°
Pour les articles homonymes, voir Monier et May.
Monier May et C° est un constructeur automobile français.

## Production
Monier May & C° était un fabricant d’accessoires pour bicyclettes et automobiles. Fondée à Paris en 1899, l’entreprise a essayé de rendre les véhicules abordables pour tout le monde avec un nouveau concept. Le tricycle de marque pouvait être financé pour 1600 francs en plus du paiement en espèces, mais 1700 francs étaient nécessaires pour cela. Le véhicule avait un moteur monocylindre de 2 ch de puissance. En plus du modèle France, le modèle Simplex était également proposé.
L’usine était située Quai de Jemmapes n° 68-70 à Paris. 

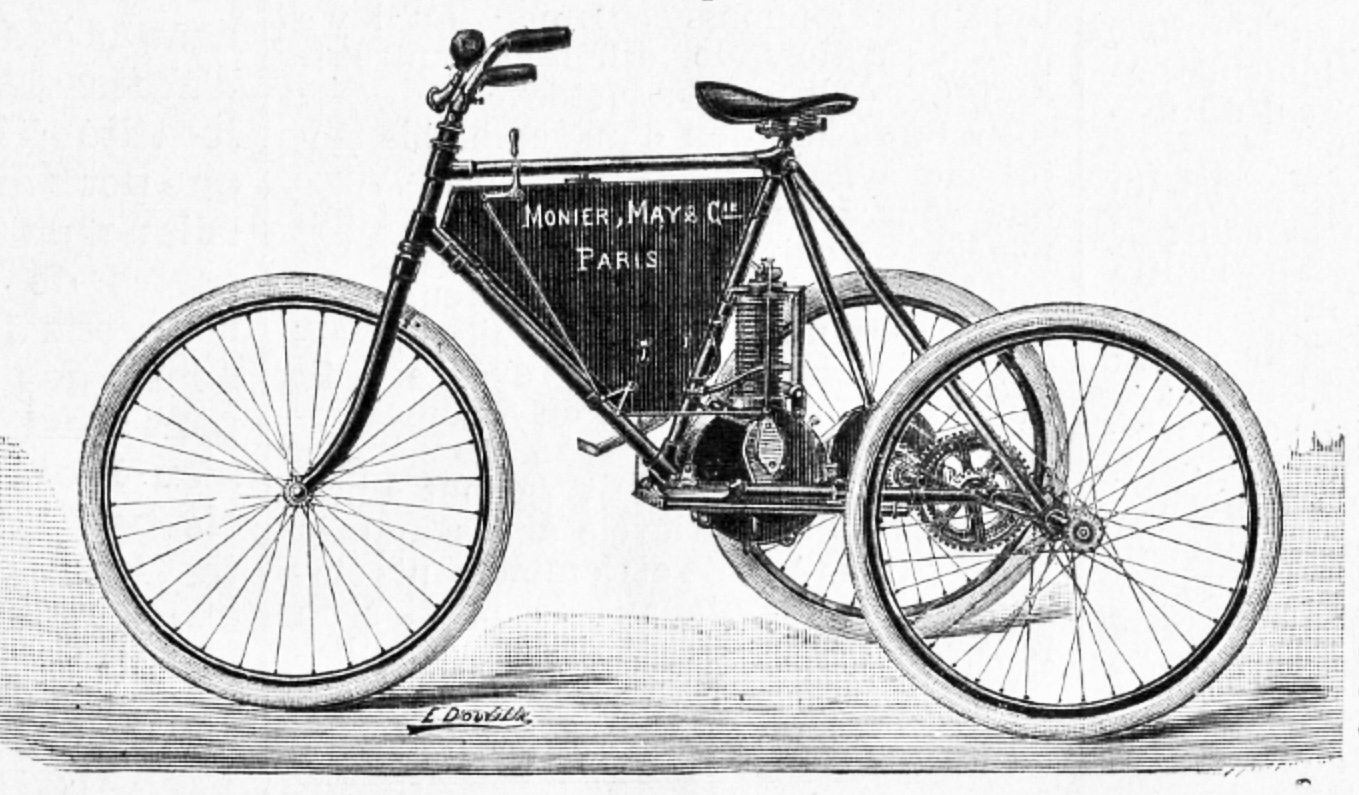
Monier May et C° Simplex (1899)